# Léo Morais
Leonardo Moreira Morais, conhecido apenas como Léo Morais, ou simplesmente Léo (Salvador, 3 de outubro de 1991), é um futebolista brasileiro que atua como lateral-direito ou lateral-esquerdo. Atualmente, joga no Monte Roraima.

## Clubes

### Vitória
Léo começou sua carreira de jogador de futebol nas categorias de base do Vitória, com apenas 17 anos. Começou a ter chances na equipe principal do clube em 2010, permanecendo entre os profissionais dali em diante. Entre 2010 e 2013, fez 64 partidas pelo Vitória, marcando três gols. Jamais conseguiu agradar no time baiano, embora fosse por muitas vezes improvisado na lateral-esquerda em sua estada na Bahia.

### Atlético Paranaense
No mesmo ano o jogador foi emprestado para o Atlético Paranaense até o fim de 2013. Léo esteve presente na campanha que levou o Atlético até a final da Copa do Brasil que o time acabou sendo vice-campeão, mas o jogador não pode está presente nos dois jogos da final devido ser expulso na partida da semifinal contra o Grêmio. O lateral acabou sendo um dos destaques do Furacão na temporada com as suas boas atuações e deixando os seus gols.

### Flamengo
Após a Copa do Brasil, Léo foi oficializado com novo reforço do Flamengo para 2014, o lateral assinou um contrato de quatro temporadas. Em sua estreia como titular pelo Flamengo, Léo marcou seu primeiro gol pelo Rubro-Negro na goleada por 5 a 2 contra o Boavista. Marcou seu segundo gol pelo Flamengo diante do Botafogo, um dos gols que garantiram a conquista da Taça Guanabara de 2014. O jogo terminou 2 a 0 para o Rubro-Negro.

### Internacional
no ultimo dia, 2 de março, Léo foi emprestado por 1 ano ao Internacional,alem de tambem ter sido adicionado a BADERNAH após perder espaço com a chegada do lateral direito Pará e a renovação de contrato com Léo Moura. no contrato de empréstimo, há uma cláusula em que o Internacional tem a opção de compra caso queira ficar com o jogador em definitivo.

### Retorno ao Atlético Paranaense
Em 2 de janeiro de 2016, o Atlético Paranaense anunciou a volta de Léo ao clube.
Em 5 de abril de 2017, Léo foi afastado do grupo principal do Atlético-PR. O lateral-direito tem contrato com o Flamengo e seu empréstimo ao clube paranaense foi renovado até o fim de 2017. Horas depois de confirmado o seu afastamento, o Furacão divulgou uma nota oficial acusando o jogador de práticas antidesportivas e má vontade. Ainda conforme o clube, ele mostrava insatisfação por estar na reserva e que a decisão foi tomada entre a direção e a comissão técnica.

## Estatísticas
Até 1 de setembro de 2020.

### Clubes
| Clube               | Temporada         | Campeonato nacional | Campeonato nacional | Campeonato nacional | Copa nacional[a] | Copa nacional[a] | Copa nacional[a] | Competições continentais[b] | Competições continentais[b] | Competições continentais[b] | Outros torneios[c] | Outros torneios[c] | Outros torneios[c] | Total | Total | Total   |
| Clube               | Temporada         | Jogos               | Gols                | Assist.             | Jogos            | Gols             | Assist.          | Jogos                       | Gols                        | Assist.                     | Jogos              | Gols               | Assist.            | Jogos | Gols  | Assist. |
| ------------------- | ----------------- | ------------------- | ------------------- | ------------------- | ---------------- | ---------------- | ---------------- | --------------------------- | --------------------------- | --------------------------- | ------------------ | ------------------ | ------------------ | ----- | ----- | ------- |
| Vitória             | 2010              | 2                   | 0                   | 0                   | 0                | 0                | 0                | —                           | —                           | —                           | —                  | —                  | —                  | 2     | 0     | 0       |
| Vitória             | 2011              | 6                   | 0                   | 1                   | 2                | 0                | 0                | —                           | —                           | —                           | 17                 | 0                  | 0                  | 25    | 0     | 1       |
| Vitória             | 2012              | 12                  | 1                   | 0                   | 6                | 0                | 0                | 0                           | 0                           | 0                           | 19                 | 2                  | 0                  | 35    | 3     | 0       |
| Vitória             | 2013              | —                   | —                   | —                   | —                | —                | —                | —                           | —                           | —                           | 2                  | 0                  | 0                  | 2     | 0     | 0       |
| Vitória             | Total             | 20                  | 1                   | 1                   | 8                | 0                | 0                | 0                           | 0                           | 0                           | 36                 | 2                  | 0                  | 64    | 3     | 1       |
| Atlético Paranaense | 2013              | 30                  | 2                   | 1                   | 11               | 0                | 0                | —                           | —                           | —                           | 12                 | 0                  | 0                  | 53    | 2     | 1       |
| Atlético Paranaense | Total             | 30                  | 2                   | 1                   | 11               | 0                | 0                | 0                           | 0                           | 0                           | 12                 | 0                  | 0                  | 53    | 2     | 1       |
| Flamengo            | 2014              | 3                   | 0                   | 2                   | 1                | 0                | 0                | 1                           | 0                           | 0                           | 6                  | 2                  | 0                  | 11    | 2     | 2       |
| Flamengo            | Total             | 3                   | 0                   | 2                   | 1                | 0                | 0                | 1                           | 0                           | 0                           | 6                  | 2                  | 0                  | 11    | 2     | 2       |
| Internacional       | 2015              | 8                   | 0                   | 0                   | 0                | 0                | 0                | 4                           | 0                           | 0                           | 5                  | 0                  | 0                  | 17    | 0     | 0       |
| Internacional       | Total             | 8                   | 0                   | 0                   | 0                | 0                | 0                | 4                           | 0                           | 0                           | 5                  | 0                  | 0                  | 17    | 0     | 0       |
| Atlético Paranaense | 2016              | 30                  | 1                   | 2                   | 5                | 0                | 0                | —                           | —                           | —                           | 9                  | 0                  | 1                  | 44    | 1     | 3       |
| Atlético Paranaense | 2017              | —                   | —                   | —                   | —                | —                | —                | 1                           | 0                           | 0                           | 8                  | 0                  | 0                  | 9     | 0     | 0       |
| Atlético Paranaense | Total             | 30                  | 1                   | 2                   | 5                | 0                | 0                | 1                           | 0                           | 0                           | 17                 | 0                  | 1                  | 53    | 1     | 3       |
| Coritiba            | 2017              | 23                  | 0                   | 1                   | —                | —                | —                | —                           | —                           | —                           | —                  | —                  | —                  | 23    | 0     | 1       |
| Coritiba            | Total             | 23                  | 0                   | 1                   | 0                | 0                | 0                | 0                           | 0                           | 0                           | 0                  | 0                  | 0                  | 23    | 0     | 1       |
| Fluminense          | 2018              | 15                  | 0                   | 1                   | 0                | 0                | 0                | 5                           | 0                           | 0                           | 3                  | 0                  | 0                  | 23    | 0     | 1       |
| Fluminense          | Total             | 15                  | 0                   | 1                   | 0                | 0                | 0                | 5                           | 0                           | 0                           | 3                  | 0                  | 0                  | 23    | 0     | 1       |
| Avaí                | 2019              | 18                  | 0                   | 2                   | —                | —                | —                | —                           | —                           | —                           | —                  | —                  | —                  | 18    | 0     | 2       |
| Avaí                | Total             | 18                  | 0                   | 2                   | 0                | 0                | 0                | 0                           | 0                           | 0                           | 0                  | 0                  | 0                  | 18    | 0     | 2       |
| Vitória             | 2020              | 1                   | 0                   | 0                   | —                | —                | —                | —                           | —                           | —                           | 2                  | 0                  | 0                  | 3     | 0     | 0       |
| Vitória             | Total             | 1                   | 0                   | 0                   | —                | —                | —                | —                           | —                           | —                           | 2                  | 0                  | 0                  | 3     | 0     | 0       |
| Total na carreira   | Total na carreira | 148                 | 4                   | 10                  | 25               | 0                | 0                | 11                          | 0                           | 0                           | 81                 | 4                  | 1                  | 265   | 8     | 11      |

- a. ^ Jogos da Copa do Brasil
- b. ^ Jogos da Copa Libertadores da América
- c. ^ Jogos do Campeonato Baiano, Copa do Nordeste, Campeonato Paranaense, Amistoso, Campeonato Carioca, Campeonato Gaúcho e Primeira Liga do Brasil

## Títulos
Flamengo
- Taça Guanabara: 2014
- Torneio Super Clássicos: 2014
- Campeonato Carioca: 2014

Internacional
- Campeonato Gaúcho: 2015

Atlético Paranaense
- Campeonato Paranaense: 2016

Fluminense
- Taça Rio: 2018